# Israël Zeïtoun
Pour les articles homonymes, voir Zeitoun.
 (février 2021).
Si vous disposez d'ouvrages ou d'articles de référence ou si vous connaissez des sites web de qualité traitant du thème abordé ici, merci de compléter l'article en donnant les références utiles à sa vérifiabilité et en les liant à la section « Notes et références ».
Israël Zeïtoun, né en 1840 et mort le 22 août 1921, est un rabbin tunisien, président du tribunal religieux de Tunis puis grand-rabbin de Tunisie de 1917 à sa mort.

## Biographie
Il naît en 1840. Dans son enfance, il étudie avec les rabbins Josué Bessis (he) et Abraham Cohen (he).
En 1898, il devient président du tribunal religieux de Tunis, avec les juges (dayanim) Moshé Haïm Zeïtoun et David Natan Jaoui. À eux trois, ils répondent à des milliers de questions halakhiques envoyées de toute la Tunisie.
Après le décès du grand-rabbin Eliaou Zerah en 1917, il est nommé pour lui succéder. Il est alors en relation épistolaire avec ses homologues d'autres pays, dont les rabbins Mordechaï Bengio de Tanger, Shlomo Seror d'Alger, Avraham Habib de Tripoli, Rahamim Nissim Palacci (en) d'Izmir, Samuel Colombo de Livourne, Hezekiah Shabtai (he), Eliahou Hazan et Shmuel Salant (en). 
Il meurt le 22 août 1921 (18 av 5681).

## Publications
Un recueil de ses réponses légales, le Mishpat Kasuv, est publié après son décès, ainsi qu'un recueil de commentaires sur le Choulhan Aroukh, le Zeit Ra'anane, publié en 2017 à Jérusalem.
D'autres de ses travaux légaux sont encore à l'état de manuscrits. Il a lui-même publié l'ouvrage Zar'o shel Avraham de son maître, le rabbin Abraham Hagège.